# Europese Challenge Tour 1991
De Europese Challenge Tour is een serie golftoernooien, waarvan de organisatie in handen is van de Europese PGA Tour. De Challenge Tour werd in 1986 opgericht als de Sattelite Tour, en kreeg eind 1989 de huidige naam. De Order of Merit van 1991 werd gewonnen door David R. Jones uit Engeland.
Het schema bestond uit 38 toernooien, waarvan er 12 in Zweden plaatsvonden, 5 in Frankrijk, 4 in Italië en 3 in Zwitserland. Audi was de hoofdsponsor van de twee toernooien in Duitsland.
| Data  | Data  | Toernooi                      | Land        | Winnaar             | Info             |
| ----- | ----- | ----------------------------- | ----------- | ------------------- | ---------------- |
| 06-12 | 09-12 | Nigerian Open                 | Nigeria     | Wayne Stephens      |                  |
| 13-12 | 16-12 | Ivory Coast Open              | Ivoorkust   | David Llewellyn     |                  |
| 17-01 | 20-01 | Zimbabwe Open                 | Zimbabwe    | Keith Waters        |                  |
| 17-01 | 20-01 | Zambia Open                   | Zambia      | David R. Jones      |                  |
| 24-01 | 27-01 | Kenya Open                    | Kenya       | Jeremy Robinson     |                  |
| 03-04 | 06-04 | Tessali Open                  | Italië      | Eric Giraud         |                  |
| 09-05 | 12-05 | Milano Open                   | Italië      | Jean Charles Cambon |                  |
| 15-05 | 17-05 | Clydesdale Bank Northern Open | Schotland   | Craig Cassels       | Unofficial money |
| 16-05 | 19-05 | Ramlösa Open                  | Zweden      | Fredrik Larsson     |                  |
| 21-05 | 23-05 | Prince's Challenge            | Engeland    | Ian Spencer         |                  |
| 23-05 | 26-05 | Siab Open                     | Zweden      | Jon Evans           |                  |
| 28-05 | 30-05 | Bolton Old Links Challenge    | Engeland    | Stephen Field       |                  |
| 30-05 | 02-06 | Open de Dijon Bourgogne       | Frankrijk   | Mikael Krantz       |                  |
| 31-05 | 02-06 | Jede Hot Cup                  | Zweden      | Mats Hallberg       |                  |
| 04-06 | 06-06 | Cawder Challenge              | Schotland   | Neil Roderick       |                  |
| 05-06 | 08-06 | Cerutti Open                  | Italië      | Jonathan Sewell     |                  |
| 06-06 | 09-06 | Open de Vittel                | Frankrijk   | Chris Platts        |                  |
| 06-06 | 09-06 | Teleannons Grand Prix         | Zweden      | Jan Tilmanis        | Unofficial money |
| 12-06 | 15-06 | Open de Lyon                  | Frankrijk   | John McHenry        |                  |
| 14-06 | 16-06 | Stiga Open                    | Zweden      | Mats Hallberg       |                  |
| 19-06 | 22-06 | Martini Open                  | Italië      | John Bland          |                  |
| 21-06 | 23-06 | Formula Micro Open            | Denemarken  | Peter Hedblom       |                  |
| 27-06 | 30-06 | Audi Quattro Trophy           | Duitsland   | Alex Cejka          |                  |
| 05-07 | 07-07 | Neuchâtel Open                | Zwitserland | Heinz Peter Thül    | Unofficial money |
| 12-07 | 14-07 | Volvo Open                    | Finland     | Fredrik Larsson     |                  |
| 16-07 | 19-07 | Moet & Chandon Pro-Am         | Zwitserland | Christophe Lacroix  | Unofficial money |
| 18-07 | 21-07 | SM Match Play                 | Zweden      | Mathias Grönberg    |                  |
| 01-08 | 04-08 | Audi Open                     | Duitsland   | Paul Eales          |                  |
| 08-08 | 11-08 | Länsförsäkringar Open         | Zweden      | Johan Ryström       |                  |
| 15-08 | 18-08 | Gefle Open                    | Zweden      | Mats Lanner         |                  |
| 21-08 | 24-08 | Rolex Pro-Am                  | Zwitserland | David R Jones       | Unofficial money |
| 29-08 | 01-09 | Compaq Open                   | Zweden      | Jonathan Sewell     |                  |
| 05-09 | 08-09 | Västerås Open                 | Zweden      | Vilhelm Forsbrand   |                  |
| 06-09 | 08-09 | 2nd Perrier Belgian Pro-Am    | België      | George Ryall        | Unofficial money |
| 13-09 | 16-09 | Uppsala Golf International    | Zweden      | Peter Hedblom       |                  |
| 19-09 | 22-09 | Viking Open                   | Zweden      | José Cantero        |                  |
| 03-10 | 06-10 | Grenoble Pro 91               | Frankrijk   | Roger Winchester    |                  |
| 07-10 | 12-19 | Bulles Laurent Perrier        | Frankrijk   | Roger Sabarros      |                  |

1990 ·
1991 ·
1992 ·
1993 ·
1994 ·
1995 ·
1996 ·
1997 ·
1998 ·
1999 ·
2000 ·
2001 ·
2002 ·
2003 ·
2004 ·
2005 ·
2006 ·
2007 ·
2008 ·
2009 ·
2010 ·
2011 ·
2012 ·
2013 ·
2014